# Mucrochelifer borneoensis
Mucrochelifer borneoensis är en spindeldjursart som först beskrevs av Edvard Ellingsen 1901.  Mucrochelifer borneoensis ingår i släktet Mucrochelifer och familjen tvåögonklokrypare. Inga underarter finns listade i Catalogue of Life.